# Kanton Bischwiller
Kanton Bischwiller (fr. Canton de Bischwiller) je francouzský kanton v departementu Bas-Rhin v regionu Grand Est. Tvoří ho 22 obcí. Před reformou kantonů 2014 ho tvořilo 21 obcí.

## Obce kantonu
od roku 2015:
- Auenheim
- Bischwiller
- Dalhunden
- Drusenheim
- Forstfeld
- Fort-Louis
- Herrlisheim
- Kaltenhouse
- Kauffenheim
- Leutenheim
- Neuhaeusel
- Oberhoffen-sur-Moder
- Offendorf
- Rœschwoog
- Rohrwiller
- Roppenheim
- Rountzenheim
- Schirrhein
- Schirrhoffen
- Sessenheim
- Soufflenheim
- Stattmatten

před rokem 2015:
- Auenheim
- Bischwiller
- Dalhunden
- Drusenheim
- Forstfeld
- Fort-Louis
- Herrlisheim
- Kauffenheim
- Leutenheim
- Neuhaeusel
- Oberhoffen-sur-Moder
- Offendorf
- Rœschwoog
- Rohrwiller
- Roppenheim
- Rountzenheim
- Schirrhein
- Schirrhoffen
- Sessenheim
- Soufflenheim
- Stattmatten